# Robert T. King

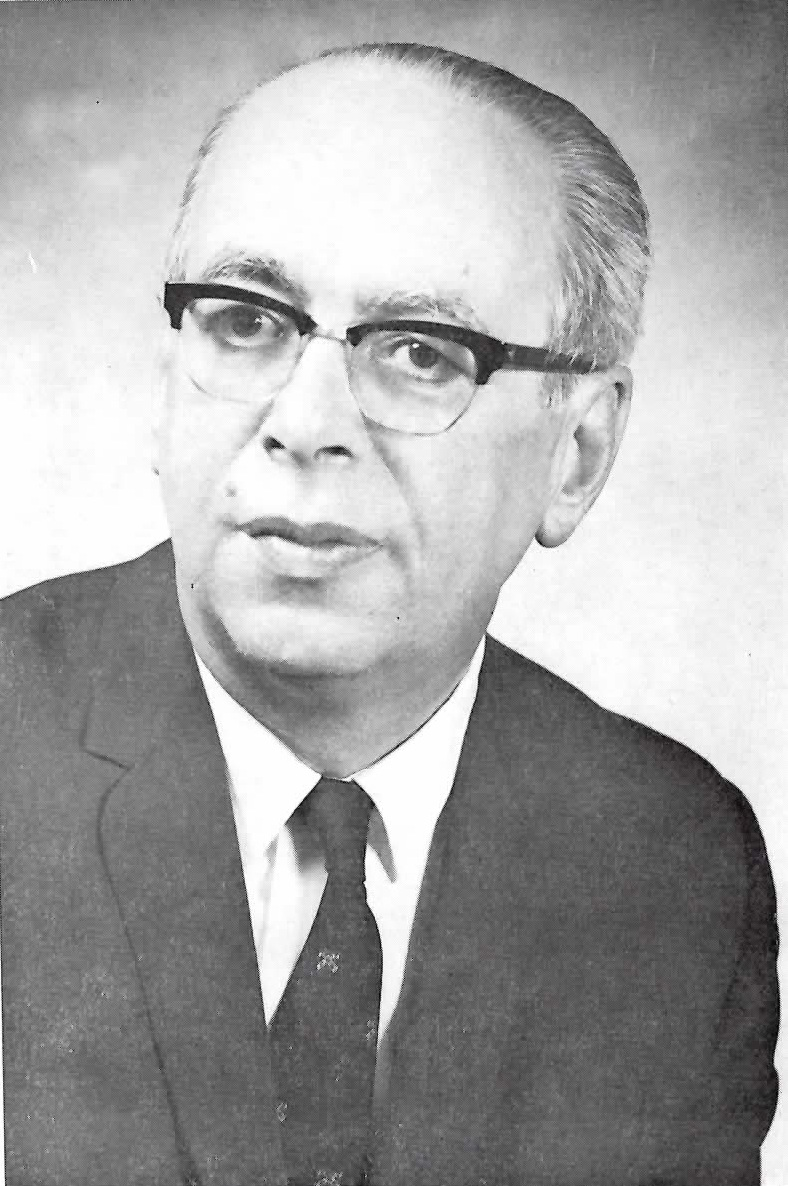
Robert T. King

Robert T. King (* 15. März 1917 in Jericho, Vermont; † 18. September  1970 ebenda) war ein US-amerikanischer Politiker, der von 1969 bis 1970 State Auditor von Vermont war.

## Leben
Robert Thomas King wurde in Jericho, Vermont als Sohn von Perley Joseph King (1892–1956) und Alice M. King (1891–1970) geboren. Die Schule besuchte er im nahe gelegenen Underhill.
King diente im Zweiten Weltkrieg am Chinesisch-Burmesisch-Indischen Kriegsschauplatz. Er wurde im Jahr 1946 aus dem Wehrdienst im Rang eines Warrant Officers entlassen. Anschließend besuchte er das Champlain College in Burlington. Er machte seinen Bachelor im Jahr 1950 in Buchhaltung am William and Mary College und trat eine Stelle im Stab des Vermonts Auditor des Accounts an.
Als Junggeselle war King in verschiedenen öffentlichen Ämtern in Jericho tätig. So als Moderator der Town-Meetings für den Mount Mansfield Union School District, dem Underhill Graded School District und dem Underhill-Jericho Water District.
Im Jahr 1963 wurde er zum Stellvertretenden State Auditor ernannt. Als Mitglied der Republikanischen Partei kandidierte King im Jahr 1968 zum State Auditor und übte dieses Amt von 1969 bis zu seinem Tod aus.
King starb an einem Herzinfarkt am 18. September 1970 in Jericho. Sein Grab befindet sich auf dem Underhill Flats Cemetery in Underhill. Ihm folgte Alexander V. Acebo im Amt nach.